# Conseil supérieur d'hygiène publique de France
Le Conseil supérieur d'hygiène publique de France (CSHPF) est un ancien organisme consultatif français placé auprès du ministère chargé de la Santé, créé en 1848 sous le nom de Comité consultatif d'hygiène publique de France, réformé à plusieurs reprises et notamment en 1902 et supprimé par la loi de santé publique de 2004, suppression effective en 2006.

## Histoire
Le Comité consultatif d'hygiène publique de France a été créé par décret du 10 août 1848, à l'époque auprès du ministère de l'Agriculture et du Commerce. Il trouve son origine dans les différents Conseil d'hygiène publique et de salubrité créés au cours du XIXe siècle. Initialement constitué de treize membres, il est réformé par les décrets du 1er février 1850, du 23 octobre 1856, du 5 novembre 1869, du 7 octobre 1879, du 30 septembre 1884 et du 3 février 1896 qui en augmentent à chaque fois le nombre. À partir de 1872, sous l'impulsion de son président Auguste Ambroise Tardieu, il rend publiques les conclusions de ses activités, notamment en publiant un recueil annuel de ses travaux. 
L'article 25 de la loi du 15 février 1902 apporte une nouvelle réforme du conseil et le place auprès du ministère de l'Intérieur, de nouveau compétent en la matière. Devenu Conseil supérieur d'hygiène publique de France par la loi du 29 janvier 1906, il est placé la même année auprès du nouveau ministère du Travail et de la Prévoyance sociale, puis du ministère de l'Hygiène, de l'Assistance et de la Prévoyance sociale (1920), et enfin du ministère de la Santé lors de la création de ce dernier en 1930. 
Simultanément à la suppression d'autres conseils et comités, le CSHPF est remplacé, en vertu de la loi du 15 octobre 1940, par un comité consultatif d'hygiène de France et un comité de l'assistance de France, divisés l'un et l'autre en sections. Toutefois, dès le 21 juillet 1942, une nouvelle loi retransforme le comité consultatif en Conseil supérieur d'hygiène publique de France, tandis que le Conseil de l'assistance de France est remplacé par un Conseil permanent d'hygiène sociale. 
Le CSHPF perd en 1999 une partie de ses attributions relatives aux questions alimentaires et à l'examen des eaux minérales, au profit de l'Agence française de sécurité sanitaire des aliments. 
Finalement, la loi no 2004-806 du 9 août 2004 relative à la politique de santé publique, qui réorganise l'administration consultative en matière de la santé, entraîne la suppression de ce conseil. Ses attributions consultatives d'ordre général sont réparties entre le Haut Conseil de la santé publique, la Conférence nationale de santé et le comité national de la santé publique. Dans les cas où le CSHPF devait donner un avis sur un dossier précis (par exemple sur la limite maximale de résidus de phytosanitaires), cette compétence est transférée à l'une des agences françaises de sécurité sanitaire, ou bien la formalité de l'avis est supprimée.

## Composition et fonctionnement
La composition et le fonctionnement du CSHPF ont été revus à plusieurs reprises au cours de son histoire. En formation plénière, ce conseil a toujours compté un nombre élevé de membres, pouvant aller au-delà de cent. Faisaient partie de cette instance des membres de droit, des personnes nommées à raison de leurs compétences et, à certaines époques, des auditeurs. Parmi les membres de droit pouvaient figurer des directeurs d'administration centrale, des représentants des services de santé de l'armée, les doyens des facultés de médecine (puis les directeurs d'UFR à partir de 1968), le président du Conseil national de l'Ordre des médecins (à partir de 1942). Les membres nommés à raison de leurs compétences étaient désignés au sein de sociétés savantes comme l'Académie des sciences et l'Académie nationale de médecine, de hautes juridictions (Conseil d'État et Cour de cassation) et d'autres instances consultatives. Pouvaient être nommés aussi des médecins, pharmaciens, ingénieurs, architectes et géologues. En outre, le conseil pouvait compter des auditeurs choisis parmi des praticiens ou parmi des fonctionnaires qui, pour une durée déterminée, pouvaient être chargés de préparer des rapports pour le compte du CSHPF. 
À partir de 1942, le Conseil supérieur d'hygiène publique de France est divisé en sections.

## Attributions
Le Conseil supérieur d'hygiène publique de France a d'abord des attributions générales de conseil auprès du ministre chargé de la santé. Il peut ainsi donner son avis chaque fois que le ministre le sollicite mais aussi, de sa propre initiative, réaliser des études et formuler des propositions. 
Dans ses attributions spéciales, le conseil devait être consulté sur toutes les questions relatives aux eaux minérales, aux programmes d'assainissement et sur les vaccinations obligatoires. Il devait aussi donner son avis sur les établissements dangereux, incommodes ou insalubres avant que d'autres procédures ne se mettent en place.